# Australian Open 2006
Die 94. Australian Open fanden vom 16. bis zum 29. Januar 2006 in Melbourne statt.
Titelverteidiger im Einzel waren Marat Safin bei den Herren sowie Serena Williams bei den Damen.
Im Herreneinzel konnte Roger Federer seinen zweiten Titel bei diesem Turnier gewinnen. Im Dameneinzel gewann die Französin Amélie Mauresmo. Das Herrendoppel konnten die Gebrüder Bob und Mike Bryan für sich entscheiden, das Damendoppel gewannen die Chinesinnen Yan Zi und Zheng Jie. Im Mixed-Finale setzten sich Martina Hingis und Mahesh Bhupathi durch.

## Herreneinzel
Setzliste
| Nr. | Spieler             | Erreichte Runde |
| --- | ------------------- | --------------- |
| 01. | Roger Federer       | Sieg            |
| 02. | Andy Roddick        | Achtelfinale    |
| 03. | Lleyton Hewitt      | 2. Runde        |
| 04. | David Nalbandian    | Halbfinale      |
| 05. | Nikolai Dawydenko   | Viertelfinale   |
| 06. | Guillermo Coria     | 3. Runde        |
| 07. | Ivan Ljubičić       | Viertelfinale   |
| 08. | Gastón Gaudio       | 3. Runde        |
| 09. | Fernando González   | 1. Runde        |
| 10. | Thomas Johansson    | Achtelfinale    |
| 11. | David Ferrer        | Achtelfinale    |
| 12. | Dominik Hrbatý      | Achtelfinale    |
| 13. | Robby Ginepri       | 2. Runde        |
| 14. | Richard Gasquet     | 1. Runde        |
| 15. | Juan Carlos Ferrero | 3. Runde        |
| 16. | Tommy Robredo       | Achtelfinale    |

| Nr. | Spieler            | Erreichte Runde |
| --- | ------------------ | --------------- |
| 17. | Radek Štěpánek     | 2. Runde        |
| 18. | Mario Ančić        | 3. Runde        |
| 19. | Tomáš Berdych      | 2. Runde        |
| 20. | James Blake        | 3. Runde        |
| 21. | Nicolas Kiefer     | Halbfinale      |
| 22. | Gaël Monfils       | 1. Runde        |
| 23. | Igor Andrejew      | 3. Runde        |
| 24. | Olivier Rochus     | 2. Runde        |
| 25. | Sébastien Grosjean | Viertelfinale   |
| 26. | Jarkko Nieminen    | 3. Runde        |
| 27. | Taylor Dent        | 1. Runde        |
| 28. | Fernando Verdasco  | 2. Runde        |
| 29. | Filippo Volandri   | 1. Runde        |
| 30. | Maks Mirny         | 3. Runde        |
| 31. | Feliciano López    | 3. Runde        |
| 32. | Carlos Moyá        | 1. Runde        |

## Dameneinzel
Setzliste
| Nr. | Spielerin              | Erreichte Runde |
| --- | ---------------------- | --------------- |
| 01. | Lindsay Davenport      | Viertelfinale   |
| 02. | Kim Clijsters          | Halbfinale      |
| 03. | Amélie Mauresmo        | Sieg            |
| 04. | Marija Scharapowa      | Halbfinale      |
| 05. | Mary Pierce            | 2. Runde        |
| 06. | Nadja Petrowa          | Viertelfinale   |
| 07. | Patty Schnyder         | Viertelfinale   |
| 08. | Justine Henin-Hardenne | Finale          |
| 09. | Jelena Dementjewa      | 1. Runde        |
| 10. | Venus Williams         | 1. Runde        |
| 11. | Nathalie Dechy         | 1. Runde        |
| 12. | Anastassija Myskina    | Achtelfinale    |
| 13. | Serena Williams        | 3. Runde        |
| 14. | Swetlana Kusnezowa     | Achtelfinale    |
| 15. | Francesca Schiavone    | Achtelfinale    |
| 16. | Nicole Vaidišová       | Achtelfinale    |

| Nr. | Spielerin               | Erreichte Runde |
| --- | ----------------------- | --------------- |
| 17. | Daniela Hantuchová      | Achtelfinale    |
| 18. | Jelena Lichowzewa       | 2. Runde        |
| 19. | Dinara Safina           | 2. Runde        |
| 20. | Flavia Pennetta         | 3. Runde        |
| 21. | Ana Ivanović            | 2. Runde        |
| 22. | Anna-Lena Grönefeld     | 2. Runde        |
| 23. | Jelena Janković         | 2. Runde        |
| 24. | Tatiana Golovin         | 1. Runde        |
| 25. | Marija Kirilenko        | 3. Runde        |
| 26. | Ai Sugiyama             | 1. Runde        |
| 27. | Marion Bartoli          | 2. Runde        |
| 28. | Anabel Medina Garrigues | 1. Runde        |
| 29. | Klára Koukalová         | 1. Runde        |
| 30. | Wera Swonarjowa         | 1. Runde        |
| 31. | Gisela Dulko            | 2. Runde        |
| 32. | Sania Mirza             | 2. Runde        |

## Herrendoppel
Setzliste
| Nr. | Paarung                        | Erreichte Runde |
| --- | ------------------------------ | --------------- |
| 01. | Bob Bryan Mike Bryan           | Sieg            |
| 02. | Jonas Björkman Maks Mirny      | Viertelfinale   |
| 03. | Mark Knowles Daniel Nestor     | 1. Runde        |
| 04. | Paul Hanley Kevin Ullyett      | Halbfinale      |
| 05. | Fabrice Santoro Nenad Zimonjić | Achtelfinale    |
| 06. | Jonathan Erlich Andy Ram       | 2. Runde        |
| 07. | Martin Damm Leander Paes       | Finale          |
| 08. | Simon Aspelin Todd Perry       | Viertelfinale   |

| Nr. | Paarung                        | Erreichte Runde |
| --- | ------------------------------ | --------------- |
| 09. | Wayne Arthurs Stephen Huss     | 1. Runde        |
| 10. | František Čermák Leoš Friedl   | 2. Runde        |
| 11. | Mahesh Bhupathi Wesley Moodie  | Achtelfinale    |
| 12. | Julian Knowle Jürgen Melzer    | Achtelfinale    |
| 13. | José Acasuso Sebastián Prieto  | Achtelfinale    |
| 14. | Jordan Kerr Travis Parrott     | Achtelfinale    |
| 15. | Dominik Hrbatý Michal Mertiňák | 2. Runde        |
| 16. | Tomáš Berdych Cyril Suk        | Achtelfinale    |

## Damendoppel
Setzliste
| Nr. | Paarung                                 | Erreichte Runde |
| --- | --------------------------------------- | --------------- |
| 01. | Lisa Raymond Samantha Stosur            | Finale          |
| 02. | Cara Black Rennae Stubbs                | Viertelfinale   |
| 03. | Jelena Lichowzewa Wera Swonarjowa       | Viertelfinale   |
| 04. | Virginia Ruano Pascual Paola Suárez     | Viertelfinale   |
| 05. | Anna-Lena Grönefeld Meghann Shaughnessy | Halbfinale      |
| 06. | Daniela Hantuchová Ai Sugiyama          | Achtelfinale    |
| 07. | Jelena Dementjewa Flavia Pennetta       | Achtelfinale    |
| 08. | Liezel Huber Francesca Schiavone        | Achtelfinale    |

| Nr. | Paarung                                  | Erreichte Runde |
| --- | ---------------------------------------- | --------------- |
| 09. | Shinobu Asagoe Katarina Srebotnik        | Halbfinale      |
| 10. | Gisela Dulko Marija Kirilenko            | Viertelfinale   |
| 11. | Emilie Loit Nicole Pratt                 | Achtelfinale    |
| 12. | Yan Zi Zheng Jie                         | Sieg            |
| 13. | Anastassija Myskina Dinara Safina        | 2. Runde        |
| 14. | Swetlana Kusnezowa Amélie Mauresmo       | Achtelfinale    |
| 15. | Eleni Daniilidou Anabel Medina Garrigues | 1. Runde        |
| 16. | Li Ting Sun Tiantian                     | Achtelfinale    |

## Mixed
Setzliste
| Nr. | Paarung                     | Erreichte Runde |
| --- | --------------------------- | --------------- |
| 01. | Kevin Ullyett Cara Black    | Achtelfinale    |
| 02. | Jonas Björkman Lisa Raymond | Achtelfinale    |
| 03. | Bob Bryan Wera Swonarjowa   | Viertelfinale   |
| 04. | Mike Bryan Corina Morariu   | Viertelfinale   |

| Nr. | Paarung                         | Erreichte Runde |
| --- | ------------------------------- | --------------- |
| 05. | Paul Hanley Samantha Stosur     | Halbfinale      |
| 06. | Daniel Nestor Jelena Lichowzewa | Finale          |
| 07. | Andy Ram Liezel Huber           | Achtelfinale    |
| 08. | Todd Perry Rennae Stubbs        | Viertelfinale   |

## Junioreneinzel
Setzliste
| Nr. | Spieler               | Erreichte Runde |
| --- | --------------------- | --------------- |
| 01. | Thiemo de Bakker      | Achtelfinale    |
| 02. | Robin Roshardt        | 1. Runde        |
| 03. | Sanam Singh           | Achtelfinale    |
| 04. | Dušan Lojda           | Achtelfinale    |
| 05. | Kellen Damico         | 2. Runde        |
| 06. | Jeevan Nedunchezhiyan | 1. Runde        |
| 07. | Kevin Botti           | 1. Runde        |
| 08. | Iwan Serhejew         | Achtelfinale    |

| Nr. | Spieler         | Erreichte Runde |
| --- | --------------- | --------------- |
| 09. | Antonio Veić    | 1. Runde        |
| 10. | Nikola Mektić   | 2. Runde        |
| 11. | Sho Aida        | Achtelfinale    |
| 12. | Stephen Donald  | 1. Runde        |
| 13. | Luka Belić      | Viertelfinale   |
| 14. | Waleri Rudnew   | 1. Runde        |
| 15. | Kei Nishikori   | Viertelfinale   |
| 16. | Pawel Tschechow | Halbfinale      |

## Juniorinneneinzel
Setzliste
| Nr. | Spielerin                    | Erreichte Runde |
| --- | ---------------------------- | --------------- |
| 01. | Caroline Wozniacki           | Finale          |
| 02. | Raluca Olaru                 | Halbfinale      |
| 03. | Dominika Cibulková           | Viertelfinale   |
| 04. | Ayumi Morita                 | Halbfinale      |
| 05. | Sharon Fichman               | Viertelfinale   |
| 06. | Amina Rakhim                 | Viertelfinale   |
| 07. | Sorana Cîrstea               | Achtelfinale    |
| 08. | Anastassija Pawljutschenkowa | Sieg            |

| Nr. | Spielerin        | Erreichte Runde |
| --- | ---------------- | --------------- |
| 09. | Bibiane Schoofs  | 2. Runde        |
| 10. | Anna Tatischwili | Achtelfinale    |
| 11. | Marrit Boonstra  | 1. Runde        |
| 12. | Tamira Paszek    | Viertelfinale   |
| 13. | Nikola Fraňková  | 1. Runde        |
| 14. | Jewgenija Rodina | 2. Runde        |
| 15. | Alizé Cornet     | 2. Runde        |
| 16. | Timea Bacsinszky | Achtelfinale    |

## Juniorendoppel
Setzliste
| Nr. | Paarung                           | Erreichte Runde |
| --- | --------------------------------- | --------------- |
| 01. | Jeevan Nedunchezhiyan Sanam Singh | Achtelfinale    |
| 02. | Kevin Botti Stephen Donald        | Viertelfinale   |
| 03. | Luka Belić Antonio Veić           | Achtelfinale    |
| 04. | Pawel Tschechow Waleri Rudnew     | Achtelfinale    |

| Nr. | Paarung                         | Erreichte Runde |
| --- | ------------------------------- | --------------- |
| 05. | Jamie Hunt Iwan Serhejew        | Achtelfinale    |
| 06. | Kellen Damico Nathaniel Schnugg | Finale          |
| 07. | Shō Aida Shuhei Uzawa           | Viertelfinale   |
| 08. | Roman Jebavý Jiří Kosler        | Achtelfinale    |

## Juniorinnendoppel
Setzliste
| Nr. | Paarung                                     | Erreichte Runde |
| --- | ------------------------------------------- | --------------- |
| 01. | Raluca Olaru Amina Rakhim                   | Halbfinale      |
| 02. | Anna Tatischwili Caroline Wozniacki         | Halbfinale      |
| 03. |                                             |                 |
| 04. | Sharon Fichman Anastassija Pawljutschenkowa | Sieg            |

| Nr. | Paarung                             | Erreichte Runde |
| --- | ----------------------------------- | --------------- |
| 05. | Dominika Cibulková Jewgenija Rodina | Viertelfinale   |
| 06. | Sorana Cîrstea Tamira Paszek        | Viertelfinale   |
| 07. | Marrit Boonstra Renée Reinhard      | Viertelfinale   |
| 08. | Alizé Cornet Corinna Dentoni        | Finale          |

## Herreneinzel-Rollstuhl
Setzliste
| Nr. | Spieler           | Erreichte Runde |
| --- | ----------------- | --------------- |
| 01. | Michaël Jeremiasz | Sieg            |
| 02. | Robin Ammerlaan   | Viertelfinale   |

## Dameneinzel-Rollstuhl
Setzliste
| Nr. | Spielerin       | Erreichte Runde |
| --- | --------------- | --------------- |
| 01. | Esther Vergeer  | Sieg            |
| 02. | Sharon Walraven | Halbfinale      |

## Herrendoppel-Rollstuhl
Setzliste
| Nr. | Paarung                         | Erreichte Runde |
| --- | ------------------------------- | --------------- |
| 01. | Robin Ammerlaan Martin Legner   | Sieg            |
| 02. | Michaël Jeremiasz Satoshi Saida | Finale          |

## Damendoppel-Rollstuhl
Setzliste
| Nr. | Paarung                             | Erreichte Runde |
| --- | ----------------------------------- | --------------- |
| 01. | Jiske Griffioen Esther Vergeer      | Sieg            |
| 02. | Florence Gravellier Sharon Walraven | Halbfinale      |